# Helotrephinae
Helotrephinae is een onderfamilie van de familie Helotrephidae uit de onderorde van de wantsen. De familie werd voor het eerst wetenschappelijk beschreven door Esaki & China in 1927.

## Taxonomie
De familie bevat de volgende geslachten:

- Tribus: Helotrephini Esaki & China, 1927
  - Ascetotrephes J. Polhemus & D. Polhemus, 2003
  - Esakiella China, 1932
  - Helotrephes Stål, 1860
  - Heterotrephes Esaki & Miyamoto, 1959
  - Hydrotrephes China, 1935
  - Indotrephes Zettel, 1997
  - Pseudohydrotrephes Poisson, 1956
- Tribus: Limnotrephini Polhemus, 1990
  - Distotrephes J.T. Polhemus, 1990
  - Idiotrephes Lundblad, 1933
  - Limnotrephes Esaki & China, 1928
  - Mixotrephes Papáček, Štys & Tonner, 1989
  - Nanotrephes Papáček & Zettel, 2001
  - Paralimnotrephes Poisson, 1950
  - Tiphotrephes Esaki & China, 1928